# Брова
Брова́ (у множині бро́ви) — дугоподібне піднесення шкіри над очними ямками, покрите коротким волоссям та особливим м'язом corrugator supercilii, що захищає очі від сильного світла, поту та інших рідин. На обличчі у людини розташовано дві брови. Брови є засобом комунікації, з їх допомогою виражаються через міміку такі емоції, як здивування, переляк, незадоволення тощо.
Брова є одним з об'єктів уваги моди: існує косметика для підфарбовування брів, засоби для надання їм форми, процедури перманентного макіяжу, та пірсинг.